# Le canzoni del Baby Zoo
Le canzoni del Baby Zoo è un album musicale contenente canzoni dedicate agli animali. L'anno di pubblicazione è il 1990 e l'editore è Antoniano.

## Tracce
1. Il cavallo
2. La tartaruga
3. La rana
4. L'aquila
5. Festa al Polo Nord
6. Il mio cane Sebastiano
7. La giraffa
8. Gabbiano gabbia-no
9. Farfalla arcobaleno
10. Le rondinelle
11. Invocazione di S.Francesco